# Xylocopa cribrata
Xylocopa cribrata är en biart som beskrevs av Pérez 1901. Xylocopa cribrata ingår i släktet snickarbin, och familjen långtungebin. Inga underarter finns listade i Catalogue of Life.